# اهوانانزون
اهوانانزون (به لاتین: Ahouannonzoun) یک منطقهٔ مسکونی در بنین است که در استان آتلانتیک واقع شده‌است.

## خصوصیات
اهوانانزون ۹٬۱۳۱ نفر جمعیت دارد.